# Троянул (комуна)
Троянул (рум. Troianul) — комуна у повіті Телеорман в Румунії. До складу комуни входять такі села (дані про населення за 2002 рік):
- Ватра (284 особи)
- Дулчень (110 осіб)
- Троянул (3201 особа) — адміністративний центр комуни

Комуна розташована на відстані 98 км на південний захід від Бухареста, 25 км на захід від Александрії, 102 км на схід від Крайови.

## Населення
За даними перепису населення 2002 року у комуні проживали 3595 осіб.
Національний склад населення комуни:
| Національність | Кількість осіб | Відсоток |
| -------------- | -------------- | -------- |
| румуни         | 3560           | 99,0%    |
| цигани         | 35             | 1,0%     |

Рідною мовою назвали:
| Мова      | Кількість осіб | Відсоток |
| --------- | -------------- | -------- |
| румунська | 3586           | 99,7%    |
| циганська | 9              | 0,3%     |

Склад населення комуни за віросповіданням:
| Релігія        | Кількість осіб | Відсоток |
| -------------- | -------------- | -------- |
| православні    | 3471           | 96,6%    |
| адвентисти     | 123            | 3,4%     |
| греко-католики | 1              | < 0,1%   |